# Theresa Steinlein
Theresa Marie Steinlein (Starnberg, 6 de marzo de 2002) es una deportista alemana que compite en vela en la clase iQFoil.
Ganó una medalla de bronce en el Campeonato Mundial de IQFoil de 2025. Participó en los Juegos Olímpicos de París 2024, ocupando el sexto lugar en la clase iQFoil.

## Palmarés internacional
| \| Campeonato Mundial \| Campeonato Mundial \| Campeonato Mundial \| Campeonato Mundial \| \| Año \| Lugar \| Medalla \| Clase \| \| ------------------ \| ------------------ \| ------------------ \| ------------------ \| \| 2025 \| Aarhus (Dinamarca) \| Medalla de bronce \| iQFoil \| |                    |                   |        |
| Campeonato Mundial |                    |                   |        |
| Año | Lugar              | Medalla           | Clase  |
| 2025 | Aarhus (Dinamarca) | Medalla de bronce | iQFoil |